# Sonya Walger
Sonya Walger (ur. 6 czerwca 1974 w Londynie, Wielka Brytania) – aktorka telewizyjna i filmowa.

## Filmografia
- 2009: FlashForward: Przebłysk jutra, jako Olivia Benford
- 2006: Caffeine, jako Gloria
- 2005: Uśpiona komórka, jako agentka specjalna Patrice Serxner
- 2004: Bibliotekarz: Tajemnica włóczni, jako Nicole Noone
- 2004: CSI: Kryminalne zagadki Nowego Jorku, jako Jane Parsons
- 2004: Zagubieni, jako Penelope Widmore
- 2003: Para za parą, jako Sally
- 2002: 40, jako Alice
- 2001: Fenomen żonatego faceta, jako Donna Barnes
- 2001: The Search for John Gissing, jako siostra Mary
- 2000: Eisenstein, jako Zina
- 1999: All the King’s Men, jako lady Frances
- 1999–2003: The Vice, jako Emma
- 1999: Arka Noego, jako Miriam
- 1998: Heat of the Sun, jako Hilde van der Vuurst
- 1997: Morderstwa w Midsomer, jako Becky Smith
- 1995–1999: Dangerfield, jako Ana Mogollon Cabrera